# Baltimore–Washington International Airport
Baltimore-Washington International Airport (Fuldt navn: Baltimore-Washington International Thurgood Marshall Airport IATA: BWI, ICAO: KBWI, FAA LID: BWI) er en international lufthavn for byerne Baltimore og den amerikanske hovedstad, Washington, DC.
Lufthavnen er beliggende i Anne Arundel County i staten Maryland i USA. Det blev åbnet i 1950 under navnet Friendship International Airport.